# استفانی روشه
استفانی روشه (انگلیسی: Stephanie Roche؛ زادهٔ ۱۳ ژوئن ۱۹۸۹) بازیکن فوتبال اهل ایرلند است.
از باشگاه‌هایی که در آن بازی کرده‌است می‌توان به هیوستون دش و باشگاه فوتبال ساندرلند اشاره کرد.